# Kątownik (metalurgia)

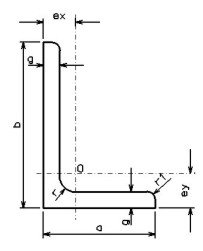
Kątownik

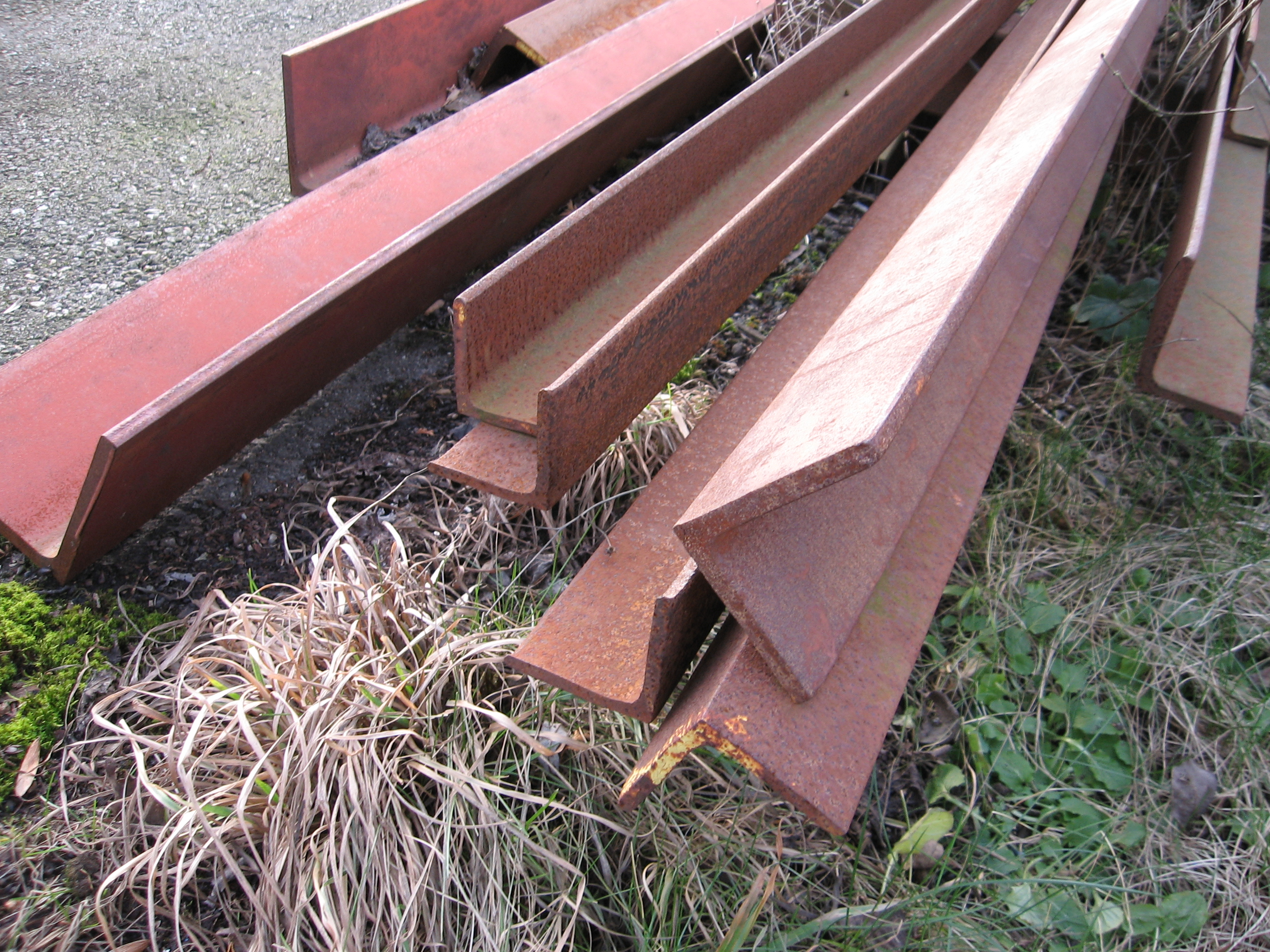
Kątowniki rdzewiejące na placu składowym

Kątownik – wyrób hutniczy, walcowany lub gięty na zimno z metalu. Wytwarzany w postaci prostych odcinków. Jego przekrój poprzeczny (profil) tworzy kąt prosty. Rozróżniamy kątowniki równoramienne i kątowniki nierównoramienne.